# Journey to the Past
"Journey to the Past" é uma canção da cantora norte-americana Aaliyah, gravada e lançada como single da trilha sonora da animação Anastasia (1997). Foi escrita por Lynn Ahrens e Stephen Flaherty e, na animação, é originalmente interpretada por Liz Callaway, entretanto, para comercializar e expandir a canção para um público maior, o presidente da Fox Music, Robert Kraft, recrutou Aaliyah para gravar uma versão mais pop e R&B da faixa, que é tocada durante os créditos finais do filme.
Produzida por Guy Roche, algumas das letras da canção e da melodia foram alteradas para se adequarem ao estilo vocal de Aaliyah. A versão de Aaliyah foi lançada como single da trilha sonora em 6 de novembro de 1997. Com o lançamento, ambas versões de "Journey to the Past" receberam avaliações positivas, apesar de críticos de música e cinema preferirem a versão original de Callaway. A canção obteve um moderado sucesso nas rádios pop no Reino Unido. A faixa não entrou na Billboard Hot 100, apenas recebendo pouco airplay nas rádios de adult contemporary nos Estados Unidos.
Em 1998, a versão original da música foi indicada ao Oscar e ao Golden Globe na categoria de Melhor Canção Original. Aaliyah apresentou sua versão de "Journey to the Past" durante a 70ª edição anual do Oscar, tornando-se a cantora mais jovem da história a se apresentar na cerimônia.

## Antecedentes e produção
Kraft concebeu a ideia de usar "Journey to the Past" para promover o filme para um público mais amplo, seguindo o exemplo da Disney de contratar cantores populares para gravar versões comerciais de canções-tema de alguns de seus filmes de animação, alguns dos quais se tornaram singles de sucesso. Kraft recrutou o produtor musical Guy Roche para produzir uma versão pop de "Journey to the Past" antes de expressar interesse na cantora americana Aaliyah para gravá-la.
Depois de ouvir a demo, Roche determinou que Aaliyah "seria perfeita" para fazer o cover da música. Embora mais associada ao hip hop e ao R&B, Roche acreditava que o "caráter, sorriso e aparência da cantora exalavam algo muito, muito doce e gentil, muito gentil e tranquilo", além de sentir que o tom de voz de Aaliyah combinava com seu arranjo de "Journey to the Past". Além disso, Ahrens e Flaherty ficaram entusiasmados em saber que Aaliyah gravaria a música, descrevendo-se como "nas nuvens" ao saber que trabalhariam com a "jovem e bela estrela em ascensão". Depois que os arranjos finais foram feitos para Aaliyah gravar uma versão pop de "Journey to the Past", os compositores queriam personalizar a música para se adequar melhor ao "estilo vocal único" da cantora, concordando em mudar algumas de suas letras e adaptar a melodia a ela voz. Ahrens e Flaherty então aprovaram o arranjo "pop contemporâneo" de Roche para sua canção.
Aaliyah e Roche gravaram a música em Toronto, Ontário, para acomodar a agenda da cantora, devido ao fato de sua carreira estar "em alta" na época; o produtor brincou que parecia que a cantora sempre "havia acabado de sair de um avião" antes de ir para o estúdio gravar a música, sendo interrompida para entrevistas antes de finalmente embarcar em outro avião, toda vez que eles colaboravam. No entanto, Roche afirma que a agenda "agitada" de Aaliyah não afetou negativamente sua performance, lembrando-a como "maravilhosa para se trabalhar, sempre focada, muito paciente, sempre positiva... Ela deu sentido a cada verso da música em sua performance, cada tomada, o que me faz pensar que ela deve ter sido uma boa atriz". [3] Embora Roche valorizasse sua opinião, a cantora permaneceu paciente e tendeu a expressá-la somente depois que "todas as mentes criativas na sala de controle ficaram sem sugestões". Embora Ahrens e Flaherty não pudessem comparecer à sessão de gravação, eles gostaram da versão final, com Ahrens descrevendo-a como "muito 'Aaliyah': legal, jazz, hip-hop". O single foi lançado em 6 de Novembro de 1997, com a versão pop de Aaliyah da música presente durante os créditos finais do filme.

## Composição
O single é uma balada R&B e pop. De acordo com Jason King do Vibe, "Journey to the Past" é uma balada pop que apresenta Aaliyah como uma "ingênua vulnerável". Musicalmente, a faixa é uma "partida da marca de R&B ousado". Aaliyah se tornou conhecida por cantar. Ao mesmo tempo, no entanto, permitiu que a cantora mostrasse verdadeiramente o poder de sua voz. Escrevendo para Okayplayer, Thembisa Mshaka descreveu os vocais de Aaliyah como inesperadamente poderosos, enquanto identificava a balada como uma "música tocha". Larry Flick da Billboard descreveu o single como uma "balada leve embaralhada", para a qual Aaliyah "traz um sabor sutil de soul". Daisy Jones do Dazed concordou que os "vocais suaves de caramelo da cantora deram essa balada ultra-açucarada... um brilho R&B". Liricamente, ela "implora a frase 'o coração não me falhe agora, a coragem não me abandone'", de acordo com o autor William Todd Schultz de Torment Saint: The Life of Elliott Smith.

## Recepção
Contribuindo para a Billboard, Larry Flick escreveu que o single completou a "transformação em uma princesa pop" de Aaliyah, elogiando sua performance vocal por soar "mais ampla e impressionante do que qualquer gravação anterior indicou" e interpretação de suas letras. Thembisa Mshaka, do Okayplayer, acredita que a cantora estaria lançando mais canções pop e baladas ao longo das linhas de "Journey to the Past" se ela ainda estivesse viva hoje.
Vários críticos expressaram sua preferência pela versão original de Callaway, que pareceu ressoar mais com os fãs do filme. A crítica de McCarty da versão pop de Aaliyah da canção foi mista: "... como quase sempre é o caso com esses musicais animados que produzem sucessos de rádio, eu prefiro a versão do filme". Stephen Thomas Erlewine do AllMusic deu uma crítica um tanto positiva da interpretação de Aaliyah, chamando-a de uma ótima versão de uma música que soa melhor em sua forma original. Emalie Marthe, do Broadly, considera "Journey to the Past" uma das canções mais "esquecidas" de Aaliyah. Sara Bibel da Bio.com concordou que a canção é "pouco lembrada".
Comercialmente, no entanto, a canção "não foi um sucesso de rádio de destaque". Não conseguindo entrar na parada da Billboard Hot 100 por completo, a canção alcançou a posição 28 na parada de adult contemporary dos EUA. Enquanto isso, a música foi tocada moderadamente no Reino Unido, tornando-se o nono single mais vendido de Aaliyah naquela região. Apesar de seu desempenho comercial médio, o autor de Aaliyah: More Than a Woman, Christopher John Farley, considera o single um "sucesso substancial" para a artista. Rachel Syme, escrevendo para o The New York Times, concordou que a versão de Aaliyah finalmente "a colocou no caminho para a onipresença global". Depois de "Journey to the Past", Aaliyah contribuiria com singles de sucesso para as trilhas sonoras de outros filmes, incluindo Dr. Dolittle (1998) e Romeu tem que Morrer (2000), o último em que ela estrelou.

## Clipe
O videoclipe de "Journey to the Past" fez sua estreia na televisão em canais de rede a cabo como BET, VH1 e The Box durante a semana que terminou em 16 de novembro de 1997. Após o lançamento inicial do filme, "Journey to the Past" ganhou grande rotação. O videoclipe foi incluído como um recurso bônus no relançamento do filme em DVD de 2006 intitulado Anastasia: Family Fun Edition, emparelhado com um "making-of" que retrata Aaliyah gravando a música no estúdio, intercalada com entrevistas da cantora discutindo a música e o filme. O videoclipe relançado também apresenta uma dedicação a falecida cantora, que faleceu em um acidente de avião em 2001. David Cornelius, do DVDTalk, analisou o videoclipe como um das "melhores" coisas do DVD, mas considerou a criação da inclusão "sem sentido" por falta de "imagens de alguém realmente fazendo o vídeo", apesar de seu título.

## Performance ao vivo
Aaliyah foi convidada a performar "Journey to the Past" ao vivo na 70º edição anual do Oscar, onde a canção foi indicada ao prêmio de Melhor Canção Original. A cerimônia de premiação foi realizada no Shrine Auditorium em Los Angeles, Califórnia, em 23 de Março de 1998. Com 19 anos na época, a cantora se tornou a pessoa mais jovem da história a se apresentar na cerimônia. Aaliyah relatou que vários jornalistas e celebridades continuaram informando-a de que a cerimônia deveria ser a transmissão do Oscar mais assistida de todos os tempos. A primeira de cinco apresentações musicais indicadas ao Oscar naquela noite, Aaliyah compartilhou com Roche que ela estava se sentindo nervosa durante os momentos antes de sua apresentação. Ela confidenciou ao cantor Michael Bolton, que estava escalado para tocar "Go the Distance" de Hercules (1997) imediatamente após ela, perguntando a ele "Você está tão nervoso quanto eu?". Aaliyah usava um vestido preto justo para ela performance em forte contraste com seu traje típico de moleca. De acordo com Kathy Iandoli do The Boombox, a decisão de Aaliyah de usar um vestido significava que ela estava se preparando para se aventurar em um "território mais maduro". A performance durou três minutos e doze segundos.
A Billboard esperava que o single "explodisse" em um "hit infalível" imediatamente após a apresentação. Assistir à cerimônia apresentou Aaliyah a várias das celebridades mais populares de Hollywood na época, além de expor a cantora exatamente ao tipo de artista que ela aspirava se tornar. Escrevendo para Complex, Julian Pereira identificou o feito como "Um grande momento na carreira de Aaliyah", acreditando que sua performance "ofuscou" a indicação da canção. De acordo com o Bio.com, Aaliyah obteve mais reconhecimento após sua apresentação no Oscar. A biógrafa de Aaliyah: A Biography, Jennifer Warner, credita seu desempenho por demonstrar que estava preparada "para assumir os maiores palcos da palavra" ao se aproximar do fim de sua adolescência. Emalie Marthe, da Broadly, concordou que "a performance continua sendo um momento especial em uma carreira astronômica interrompida tragicamente".
A própria Ahrens considera ter tido a oportunidade de assistir Aaliyah cantar a música que escreveu ao vivo uma "experiência fora do corpo", admitindo que se sente feliz e triste ao ouvir a música após a morte de Aaliyah "sabendo que seu talento acabou tão cedo". Escrevendo para o The New York Times, Rachel Syme concluiu que a morte de Aaliyah em 2001 apenas estabelece a performance como "um momento cultural duradouro". Rap-Up considera a versão ao vivo de "Journey to the Past" de Aaliyah uma das "10 Melhores Performances ao Vivo" da cantora. Dazed incluiu a performance entre os 10 "Momentos Musicais Mais Surpreendentes" da história do Oscar. [56] Bustle classificou Aaliyah tanto comparecendo quanto atuando na cerimônia em um dos "15 Momentos Importantes para Mulheres Negras no Tapete Vermelho do Oscar".

## Tabelas musicais

### Tabelas semanais
| Tabelas musicais (1997-1998)                          | Melhor posição |
| ----------------------------------------------------- | -------------- |
| Escócia (OCC)                                         | 35             |
| Estados Unidos - Adult Contemporary (Radio & Records) | 28             |
| Reino Unido - UK R&B (OCC)                            | 6              |
| Reino Unido - UK Singles (OCC)                        | 22             |
| União Europeia - European Hot 100 Singles             | 98             |